# Chris Katongo
Pour les articles homonymes, voir Katongo.
Christopher Katongo, né le 31 août 1982 à Mufulira (Zambie), est un footballeur international zambien évoluant au poste d'attaquant.
Après avoir passé sept ans dans les championnats de Zambie et d'Afrique du Sud, il part pour le Danemark  où il remporte avec Brøndby la Coupe du Danemark, seul titre en club inscrit à son palmarès. Il joue ensuite à l'Arminia Bielefeld et au Skoda Xanthi et évolue actuellement dans le club du Bidvest Wits.
Capitaine de l'équipe nationale de Zambie, il participe, aux côtés de son frère cadet Felix, lui aussi international, à plusieurs Coupes d'Afrique des nations, atteignant les quarts de finale en 2010 et menant son pays à une victoire historique en 2012.

## Biographie
Né à Mufulira, Katongo commence sa carrière junior dans le club voisin des Butondo West Tigers avant de partir chez les Kalulushi Modern Stars, à 50 kilomètres de sa ville natale. Il est repéré par les Green Buffaloes basés à Lusaka qui lui offrent en 2001 son premier contrat professionnel.
En 2003, malgré son palmarès vierge, ses prestations lui valent sa première sélection en équipe nationale. Après trois ans sans titre dans la capitale zambienne malgré des performances honorables (20 buts), il décide de tenter sa chance en Afrique du Sud et signe au Jomo Cosmos FC, le club de Jomo Sono. Il passe trois années dans le club johannesbourgeois et améliore encore ses statistiques, inscrivant 36 buts en 72 matches et terminant meilleur buteur (en) du championnat 2007, mais ce n'est pas suffisant pour remporter de titre et Katongo décide de tenter l'aventure en Europe.
Il est transféré au Brøndby IF, club le plus titré en championnat du Danemark. Il dispute le premier tour de la Coupe UEFA 2008-2009 et remporte le premier titre de sa carrière en gagnant la Coupe du Danemark 2008 (da). Même si ses progrès constants pourraient lui permettre de jouer dans un grand club européen, il quitte le Danemark pour l'Arminia Bielefeld qui évolue encore en Bundesliga. Mais ses deux saisons allemandes se soldent par un échec : il n'inscrit que 11 buts en 64 matches, fait partie de l'équipe reléguée en deuxième division et quitte finalement le club à la fin de la saison 2009-2010.
Loin de ses déboires en club, son parcours en sélection est remarquable : après avoir remporté la Coupe COSAFA en 2005, il est promu capitaine de l'équipe de Zambie et inscrit de nombreux buts, dont un triplé face à l'Afrique du Sud qui lui vaut une reconnaissance officielle. À la Coupe d'Afrique des nations, après deux échecs successifs au premier tour en 2006 et 2008, il atteint les quarts de finale de l'édition 2010, ce qui n'était plus arrivé à une équipe zambienne depuis 1996. À cette occasion, il déclare : « C'est un grand moment pour moi d'atteindre la phase finale de la Coupe d'Afrique des nations en tant que capitaine. Nous avons réussi quelque chose que de nombreuses personnes considéraient comme impossible. »
La même année, il découvre le championnat grec en signant au Skoda Xanthi qui vient d'éviter de justesse la relégation. Bien qu'il soit souvent titulaire, il ne marque que 2 buts en 28 matches et n'est pas conservé par le club à l'issue de la saison. Il décide de changer de continent pour la deuxième fois et part en Chine au Henan Construction.
La Coupe d'Afrique des nations 2012 marque l'apogée de sa carrière. Il inscrit d'abord deux buts contre la Libye et la Guinée équatoriale, assurant la première place du groupe A à son équipe puis marque à nouveau lors de la victoire (3-0) de la Zambie face au Soudan. En finale, il inaugure la séance de tirs au but finalement remportée 8-7 par la Zambie aux dépens de la Côte d'Ivoire. Il offre ainsi à son pays le premier titre continental de son histoire après deux échecs en finale, en 1974 et 1994. Il décroche aussi les titres honorifiques de meilleur buteur du tournoi et de meilleur joueur du tournoi et de la finale et obtient une décoration de la part du président zambien Michael Sata,.

## Palmarès

### En club
| - Green Buffaloes - Championnat de Zambie - Deuxième : 2003 et 2004 |  | - Brøndby IF - Coupe du Danemark - Vainqueur : 2008 |

### En sélection nationale
| - Zambie - Coupe d'Afrique des nations - Vainqueur : 2012. - Coupe COSAFA - Vainqueur : 2006 - Finaliste : 2005 |

### Distinctions individuelles
- Championnat d'Afrique du Sud 2006-2007 : meilleur buteur (15 buts en 15 matchs)
- Coupe d'Afrique des nations 2012 : meilleur joueur du tournoi, meilleur joueur de la finale, meilleur buteur

## Statistiques

### Tableau synthétique
| Saison                | Club                  | Championnat           | Championnat | Championnat | Coupe(s) nationale(s) | Coupe(s) nationale(s) | Compétition(s) continentale(s) | Compétition(s) continentale(s) | Compétition(s) continentale(s) | Sélection | Sélection | Sélection | Total | Total |
| Saison                | Club                  | Division              | M.          | B.          | M.                    | B.                    | Comp.                          | M.                             | B.                             | Équipe    | M.        | B.        | M.    | B.    |
| 2002                  | Green Buffaloes       | 1                     | 17          | 5           | -                     | -                     | -                              | -                              | -                              | -         | -         | -         | 17    | 5     |
| 2003                  | Green Buffaloes       | 1                     | 30          | 6           | -                     | -                     | -                              | -                              | -                              | Zambie    | 5         | 0         | 35    | 6     |
| 2004                  | Green Buffaloes       | 1                     | 28          | 9           | -                     | -                     | -                              | -                              | -                              | Zambie    | 3         | 0         | 31    | 9     |
| 2004 - 2005           | Jomo Cosmos           | 1                     | 28          | 8           | -                     | -                     | -                              | -                              | -                              | Zambie    | 12        | 1         | 40    | 9     |
| 2005 - 2006           | Jomo Cosmos           | 1                     | 29          | 13          | -                     | -                     | -                              | -                              | -                              | Zambie    | 6         | 1         | 35    | 14    |
| 2006 - 2007           | Jomo Cosmos           | 1                     | 15          | 15          | -                     | -                     | -                              | -                              | -                              | Zambie    | 3         | 1         | 18    | 16    |
| 2006 - 2007           | Brøndby IF            | 1                     | 15          | 5           | -                     | -                     | -                              | -                              | -                              | Zambie    | 3         | 1         | 18    | 6     |
| 2007 - 2008           | Brøndby IF            | 1                     | 27          | 5           | 6                     | 3                     | -                              | -                              | -                              | Zambie    | 10        | 6         | 43    | 14    |
| 2008 - 2009           | Brøndby IF            | 1                     | 2           | 0           | -                     | -                     | C3                             | 2                              | 0                              | -         | -         | -         | 4     | 0     |
| 2008 - 2009           | Arminia Bielefeld     | 1                     | 33          | 3           | 2                     | 0                     | -                              | -                              | -                              | Zambie    | 5         | 0         | 40    | 3     |
| 2009 - 2010           | Arminia Bielefeld     | 2                     | 28          | 7           | 1                     | 1                     | -                              | -                              | -                              | Zambie    | 10        | 1         | 39    | 9     |
| 2010 - 2011           | Skoda Xanthi          | 1                     | 28          | 2           | -                     | -                     | -                              | -                              | -                              | Zambie    | 3         | 2         | 31    | 4     |
| 2011                  | Henan Jianye          | 1                     | 16          | 2           | -                     | -                     | -                              | -                              | -                              | Zambie    | 4         | 1         | 20    | 3     |
| 2012                  | Henan Jianye          | 1                     | 26          | 9           | 1                     | 1                     | -                              | -                              | -                              | Zambie    | 12        | 5         | 39    | 15    |
| 2013                  | Henan Jianye          | 2                     | 29          | 10          | -                     | -                     | -                              | -                              | -                              | Zambie    | 8         | 1         | 37    | 11    |
| 2013 - 2014           | Golden Arrows         | 1                     | 11          | 0           | 1                     | 0                     | -                              | -                              | -                              | Zambie    | 2         | 1         | 14    | 1     |
| 2014 - 2015           | Bidvest Wits          | 1                     | 2           | 0           | 1                     | 0                     | -                              | -                              | -                              | Zambie    | -         | -         | 3     | 0     |
| Total sur la carrière | Total sur la carrière | Total sur la carrière | 364         | 98          | 12                    | 5                     | -                              | 2                              | 0                              | Zambie    | 86        | 21        | 464   | 124   |

### Buts en sélection
| Buts (19) en sélection de Chris Katongo | Buts (19) en sélection de Chris Katongo | Buts (19) en sélection de Chris Katongo         | Buts (19) en sélection de Chris Katongo | Buts (19) en sélection de Chris Katongo | Buts (19) en sélection de Chris Katongo | Buts (19) en sélection de Chris Katongo |
|                                         | Date                                    | Lieu                                            | Adversaire                              | Score                                   | Résultat                                | Compétition                             |
| --------------------------------------- | --------------------------------------- | ----------------------------------------------- | --------------------------------------- | --------------------------------------- | --------------------------------------- | --------------------------------------- |
| 1.                                      | 13 août 2005                            | Mmabatho Stadium, Mafikeng, Afrique du Sud      | Afrique du Sud                          | 0-2                                     | 2-2 (8-9 t.a.b)                         | Coupe COSAFA 2005                       |
| 2.                                      | 30 janvier 2006                         | Stade d'Alexandrie, Alexandrie, Égypte          | Afrique du Sud                          | 1-0                                     | 1-0                                     | CAN 2006                                |
| 3.                                      | 22 juillet 2006                         | Sam Nujoma Stadium, Windhoek, Namibie           | Malawi                                  | 3-1                                     | 3-1                                     | Coupe COSAFA 2006                       |
| 4.                                      | 2006                                    | -                                               | -                                       | -                                       | -                                       | -                                       |
| 5.                                      | 9 septembre 2007                        | FNB Stadium, Johannesbourg, Afrique du Sud      | Afrique du Sud                          | 0-1                                     | 1-3                                     | Qualifications CAN 2008                 |
| 6.                                      | 9 septembre 2007                        | FNB Stadium, Johannesbourg, Afrique du Sud      | Afrique du Sud                          | 0-2                                     | 1-3                                     | Qualifications CAN 2008                 |
| 7.                                      | 9 septembre 2007                        | FNB Stadium, Johannesbourg, Afrique du Sud      | Afrique du Sud                          | 0-3                                     | 1-3                                     | Qualifications CAN 2008                 |
| 8.                                      | 6 janvier 2008                          | Stade olympique de Radès, Radès, Tunisie        | Tunisie                                 | 0-1                                     | 1-2                                     | Match amical                            |
| 9.                                      | 6 janvier 2008                          | Stade olympique de Radès, Radès, Tunisie        | Tunisie                                 | 0-2                                     | 1-2                                     | Match amical                            |
| 10.                                     | 26 janvier 2008                         | Baba Yara Stadium, Kumasi, Ghana                | Cameroun                                | 1-3                                     | 1-5                                     | CAN 2008                                |
| 11.                                     | 30 janvier 2008                         | Baba Yara Stadium, Kumasi, Ghana                | Égypte                                  | 1-1                                     | 1-1                                     | CAN 2008                                |
| 12.                                     | 21 juin 2008                            | Konkola Stadium, Chililabombwe, Zambie          | Eswatini                                | 1-0                                     | 1-0                                     | Qualifications Coupe du monde 2010      |
| 13.                                     | 17 janvier 2010                         | Stade National de Tundavala, Lubango, Angola    | Cameroun                                | 2-2                                     | 2-3                                     | CAN 2010                                |
| 14.                                     | 4 juin 2011                             | Nkoloma Stadium, Lusaka, Zambie                 | Mozambique                              | 1-0                                     | 3-0                                     | Qualifications CAN 2012                 |
| 15.                                     | 4 juin 2011                             | Nkoloma Stadium, Lusaka, Zambie                 | Mozambique                              | 2-0                                     | 3-0                                     | Qualifications CAN 2012                 |
| 16.                                     | 4 septembre 2011                        | Stade Saïd Mohamed Cheikh, Mitsamiouli, Comores | Comores                                 | 0-1                                     | 1-2                                     | Qualifications CAN 2012                 |
| 17.                                     | 25 janvier 2012                         | Bata, Guinée équatoriale                        | Libye                                   | 2-2                                     | 2-2                                     | CAN 2012                                |
| 18.                                     | 29 janvier 2012                         | Nuevo Estadio de Malabo, Malabo                 | Guinée équatoriale                      | 0-1                                     | 0-1                                     | CAN 2012                                |
| 19.                                     | 4 février 2012                          | Stade de Bata, Bata                             | Soudan                                  | 2-0                                     | 3-0                                     | CAN 2012                                |